# Györffy István (néprajzkutató)
Szigeti és nádudvari Györffy István (Karcag, 1884. február 11. – Budapest, 1939. október 3.) néprajzkutató, egyetemi tanár, a Magyar Tudományos Akadémia levelező tagja. Györffy György történész és F. Györffy Anna grafikusművész édesapja.

## Életútja

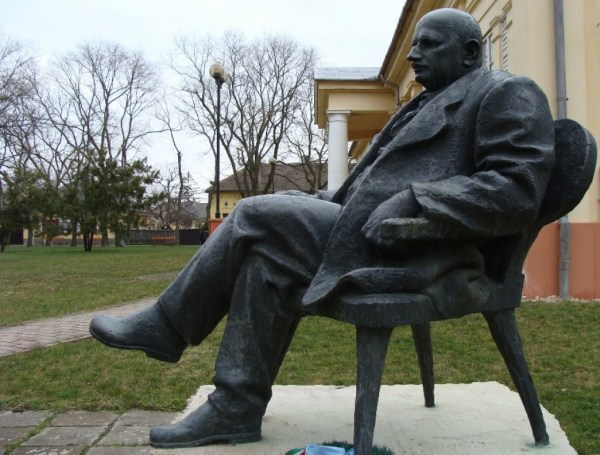
Györffy István 1984-ben leleplezett szobra Karcagon. Györfi Sándor szobrászművész alkotása

Édesapja szigeti és nádudvari Györffy István, édesanyja Ágoston Mária volt, aki később férjhez ment Hagymássy Mártonhoz. Egyetemi tanulmányait Kolozsváron és Budapesten végezte. 1909-től a Magyar Nemzeti Múzeum gyakornoka volt. 1910-ben a kolozsvári egyetemen szerzett bölcsészdoktori diplomát. 1912-től múzeumi segédőr lett. 1917-ben a moldvai csángók között dolgozott, 1918-ban részt vett a félbeszakadt Lénard-féle kisázsiai expedícióban. Ez évben a múzeum igazgatóőrévé nevezték ki. 1926-tól egyetemi tanár, 1929-től magántanár lett. 1932-ben a Magyar Tudományos Akadémia levelező tagjává választották. 1934-től a néprajz első nyilvános rendes tanára lett a budapesti egyetemen. 1938-tól a Táj- és Népkutató Központ vezetője lett. Halálát nyúltvelőbénulás okozta. Felesége Papp Anna volt.
A Fiumei úti sírkertben található (41-1-69), a Nemzeti sírkert részeként 2004 óta védett sírjára unokái, Farkas Ádám szobrász és Farkas Zsófia készítették el új síremlékét, melyet 2024. február 19-én avattak fel.

## Munkássága
Györffy István volt a budapesti egyetemen a magyar néprajz első professzora, a tudomány egyik hazai megteremtője. Foglalkozott a kunság néprajzi problémáival, különböző néprajzi csoportok kialakulásának körülményeivel (hajdúk, matyók). A népviselet és népművészet körében végzett kutatásai alapján kiváló monográfiákat írt. Bizonyos mértékig a népi írók falukutató irodalmának előfutára volt. Neve a Györffy István Kollégium, illetve a belőle kinövő Népi Kollégiumok Országos Szövetsége (NÉKOSZ) mozgalom révén vált ismertté Magyarországon.

## Főbb művei
- A Nagykunság és környékének népes építkezése (Néprajzi Értesítő, 1908–09);
- A feketekörösvölgyi magyarság települése. Az erdélyi magyarság eredete (Földrajzi Közlemények, 1913);
- Dél-Bihar népesedési és nemzetiségi viszonyai negyedfélszáz év óta (Földrajzi Közlemények, 1915);
- A Lenárd-féle kis-ázsiai expedíció (1921);
- Nagykunsági Krónika (Karcag, 1922);
- Az alföldi kertes városok. Hajdúszoboszló települése (Néprajzi Értesítő 1926);
- Hajdúböszörmény települése (Föld és Ember, 1926; Szeged, 1927);
- Das Bauwesen der Hirten im ungarischen Tiefland (Debrecen, 1927);
- A hajdúk eredete (Protestáns Szemle, 1927);
- A szilaj pásztorok (Budapest, 1928);
- A matyókról (Népünk és Nyelvünk, 1929);
- A cifraszűr (Budapest, 1930);
- Gazdálkodás. Viselet (A magyarság néprajza, I–II. Budapest, 1933–34);
- A magyar tanya (Földrajzi Közlemények 1937);
- A néphagyomány és a nemzeti művelődés  (Budapest, 1939);
- Magyar falu, magyar ház (Budapest, 1943)

## Családja

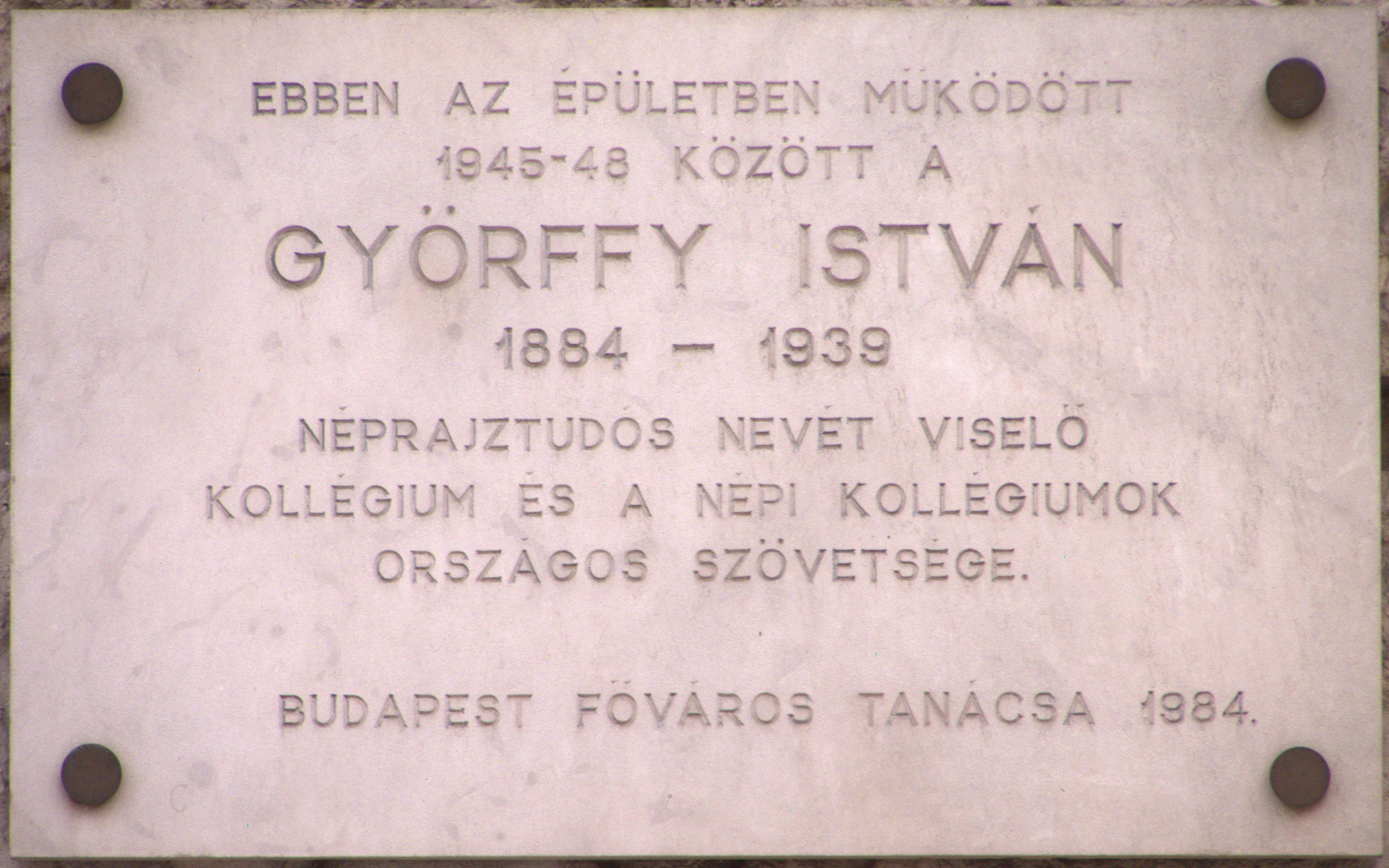
Emléktáblái:
Ferenciek tere 2.

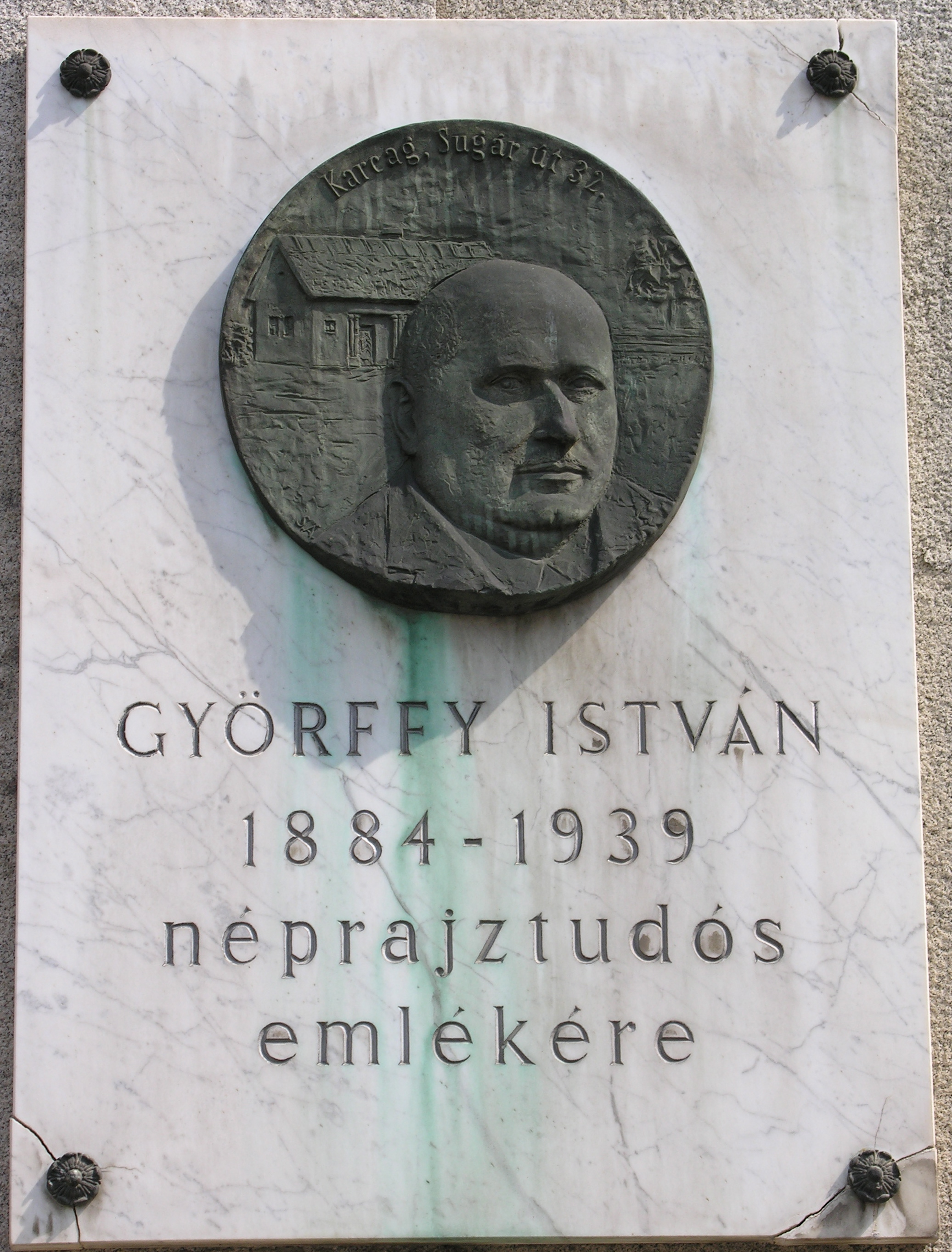
Kossuth Lajos tér 12.
Somogyi Árpád alkotása

Fia Györffy György (1917-2000) történész.

## Emlékezete
1940-ben, Zsindelyné Tüdős Klára alapította meg, és volt egyetemi professzoráról nevezte el a Győrffy-kollégiumot, melyet paraszti származású, tehetséges gyermekek felkarolására, oktatására hozott létre.
Az ő nevét viseli Karcagon a Györffy István Nagykun Múzeum és a Györffy István Általános Iskola, Budapesten pedig a Népligettel szemközti oldalon, a Könyves Kálmán körútról az Üllői út és az Elnök utca között futó egyik utca, a korábbi Pénzverde épülete mögött.